# Fed Cup 2014 Wereldgroep II play-offs
De Fed Cup 2014 Wereldgroep II play-offs vormden een naspel van de Fed Cup 2014, waarin promotie en degradatie tussen enerzijds Wereldgroep II en anderzijds de regionale zones werden bevochten.
De wedstrijden werden gespeeld op 19 en 20 april 2014.

## Reglement
De vier verliezende teams van Wereldgroep II en vier, door het ITF Fed Cup comité aangewezen, winnaars uit de drie regionale zonegroepen 1 nemen aan dit naspel deel. Het ITF Fed Cup comité bepaalt welke vier landen geplaatst worden, aan de hand van de ITF Fed Cup Nations Ranking. Hun tegenstanders worden door loting bepaald. Welk land thuis speelt, hangt af van hun vorige ontmoeting (om de andere), dan wel wordt door loting bepaald als zij niet eerder tegen elkaar speelden. Een landenwedstrijd bestaat uit (maximaal) vijf "rubbers": vier enkelspelpartijen en een dubbelspelpartij. Het land dat drie "rubbers" wint, is de winnaar van de landenwedstrijd. De vier winnende landen plaatsen zich voor de Fed Cup Wereldgroep II in het jaar erop. De vier verliezende landen zullen in het volgend jaar deelnemen in groep 1 van hun regionale zone.

## Deelnemers
In 2014 namen de volgende acht landen deel aan de Wereldgroep II play-offs:
- Brazilië (won van Paraguay in de Amerikaanse zone)
- Thailand (won van Oezbekistan in de Aziatisch/Oceanische zone)
- Nederland (won van Wit-Rusland in de Europees/Afrikaanse zone)
- Roemenië (won van Oekraïne in de Europees/Afrikaanse zone)
- Servië (verloor van Canada in Wereldgroep II)
- Japan (verloor van Argentinië in Wereldgroep II)
- Zweden (verloor van Polen in Wereldgroep II)
- Zwitserland (verloor van Frankrijk in Wereldgroep II)

## Plaatsing, loting en uitslagen
Geplaatste teams hebben het plaatsingcijfer tussen haakjes.
| locatie          | ondergrond    | thuisspelend land | uitslag | uitspelend land |
| ---------------- | ------------- | ----------------- | ------- | --------------- |
| Boekarest        | gravel        | Roemenië          | 4-1     | Servië (1)      |
| 's-Hertogenbosch | gravel (i)    | Nederland         | 3-2     | Japan (2)       |
| Lidköping        | hardcourt (i) | Zweden (3)        | 4-0     | Thailand        |
| Catanduva        | gravel        | Brazilië          | 1-4     | Zwitserland (4) |

### Vervolg
- Zweden en Zwitserland handhaafden hun niveau, en bleven in Wereldgroep II.
- Roemenië en Nederland promoveerden van hun regionale zone in 2014 naar Wereldgroep II in 2015.
- Thailand en Brazilië wisten niet te ontstijgen aan hun regionale zone.
- Servië en Japan degradeerden van Wereldgroep II in 2014 naar hun regionale zone in 2015.